# Теорема Чевы

Треугольник с чевианами

Теоре́ма Че́вы — классическая теорема аффинной геометрии и геометрии треугольника.
Доказана в 1678 году итальянским инженером Джованни Чевой.

## Формулировка
Определим чевиану как отрезок, соединяющий вершину треугольника с внутренней точкой противоположной стороны.
Три чевианы {\displaystyle AA',~BB',~CC'} треугольника {\displaystyle ABC} проходят через одну точку тогда и только тогда, когда выполняется равенство:
{\displaystyle {\frac {BA'\cdot CB'\cdot AC'}{A'C\cdot B'A\cdot C'B}}=1}.

### Замечания
Эта теорема является аффинной, то есть она может быть доказана с использованием только свойств, сохраняемых при аффинных преобразованиях.

## Вариации и обобщения

Теорема Чевы для точек, лежащих на продолжениях сторон. Чевианы и их основания обозначены зелёным цветом, а точка их пересечения — голубым.

- Эту теорему можно обобщить на случай, когда точки {\displaystyle A',~B',~C'} лежат на продолжениях сторон {\displaystyle BC,~CA,~AB}. Для этого надо воспользоваться «отношением направленных отрезков». Оно определено для двух коллинеарных направленных отрезков {\displaystyle XY} и {\displaystyle ZT} и обозначается {\displaystyle {XY}/{ZT}}.
  - Пусть {\displaystyle A',~B',~C'} лежат на прямых {\displaystyle BC,~CA,~AB} треугольника {\displaystyle ABC}. Прямые {\displaystyle AA',~BB',~CC'} конкурентны (то есть параллельны или пересекаются в одной точке) тогда и только тогда, когда:

{\displaystyle {\frac {BA'}{A'C}}\cdot {\frac {CB'}{B'A}}\cdot {\frac {AC'}{C'B}}=1}.
- Теорема Понселе. Исходную теорему Чевы можно обобщить на случай многоугольника с нечетным числом сторон. Тогда её называют теоремой Понселе. Она звучит так: прямые, соединяющие какую-нибудь точку с вершинами многоугольника, имеющего нечётное число сторон, образуют на противоположных его сторонах такие отрезки, что произведение отрезков, не имеющих общих концов, равно произведению остальных отрезков (см. п. 23, с 35. в[1])
- Тригонометрическая теорема Чевы:
{\displaystyle {\frac {\sin \angle BAA'}{\sin \angle A'AC}}\cdot {\frac {\sin \angle ACC'}{\sin \angle C'CB}}\cdot {\frac {\sin \angle CBB'}{\sin \angle B'BA}}=1.}

При этом углы здесь считаются ориентированными, то есть {\displaystyle \angle XYZ} есть угол, на который надо повернуть прямую {\displaystyle XY} против часовой стрелки, чтобы она совпала с прямой {\displaystyle YZ}.

## О доказательствах
Сам Чева привёл доказательство с помощью геометрии масс, но известны также и другие доказательства:
- методом площадей;
- с помощью геометрии масс;
- двойное применение теоремы Менелая и многие другие.